# Меєруш (комуна)
Меєруш (рум. Măieruș) — комуна у повіті Брашов в Румунії. До складу комуни входять такі села (дані про населення за 2002 рік):
- Арінь (895 осіб)
- Меєруш (1632 особи) — адміністративний центр комуни

Комуна розташована на відстані 168 км на північ від Бухареста, 27 км на північ від Брашова.

## Населення
За даними перепису населення 2002 року у комуні проживали 2527 осіб.
Національний склад населення комуни:
| Національність | Кількість осіб | Відсоток |
| -------------- | -------------- | -------- |
| румуни         | 1387           | 54,9%    |
| цигани         | 997            | 39,5%    |
| німці          | 111            | 4,4%     |
| угорці         | 32             | 1,3%     |

Рідною мовою назвали:
| Мова      | Кількість осіб | Відсоток |
| --------- | -------------- | -------- |
| румунська | 2390           | 94,6%    |
| німецька  | 109            | 4,3%     |
| угорська  | 23             | 0,9%     |
| циганська | 4              | 0,2%     |
| російська | 1              | < 0,1%   |

Склад населення комуни за віросповіданням:
| Релігія                                       | Кількість осіб | Відсоток |
| --------------------------------------------- | -------------- | -------- |
| православні                                   | 2031           | 80,4%    |
| п'ятдесятники                                 | 322            | 12,7%    |
| лютерани (Аугсбурзького сповідання)           | 109            | 4,3%     |
| реформати                                     | 10             | 0,4%     |
| бретрени                                      | 8              | 0,3%     |
| римо-католики                                 | 7              | 0,3%     |
| лютерани (Синодально-пресвітеріанська церква) | 6              | 0,2%     |
| греко-католики                                | 4              | 0,2%     |
| унітарії                                      | 4              | 0,2%     |
| атеїсти                                       | 4              | 0,2%     |
| баптисти                                      | 1              | < 0,1%   |
| адвентисти                                    | 1              | < 0,1%   |
| не релігійні                                  | 1              | < 0,1%   |